# Haapsalu
Haapsalu és una ciutat balneària situada a la costa oest d’Estònia. És el centre administratiu del comtat de Lääne i l'1 de gener de 2020 tenia 9.375 habitants.

## Història
El nom Haapsalu deriva de les paraules estonies haab àmmol i salu (significat arcaic) illa. Fins a la primera meitat del segle xx, en suec i alemany, el poble s'anomenava Hapsal. Haapsalu i els seus voltants van ser el centre dels suecs d'Estònia des del segle XIII fins a l'evacuació de gairebé tots els suecs ètnics d'Estònia abans de la invasió soviètica d'Estònia durant la Segona Guerra Mundial el 1944.
El primer registre escrit d'Hapsal es remunta a l'any 1279, quan la ciutat va ser nolegada i es va convertir en la capital del bisbat d'Ösel-Wiek, que va romandre durant els tres segles següents. Els edificis d'aquells primers dies es conserven avui, inclòs un castell episcopal que té l'església d'una sola nau més gran d'Estònia.

## Barris de Haapsalu
Hi ha sis barris a Haapsalu:
- Holmi
- Kesklinn
- Männiku
- Paralepa
- Randsalu
- Vanalinn.[3]

## Curació amb fang marí
Es diu que el fang marí a Haapsalu té un efecte curatiu. Un metge militar, Carl Abraham Hunnius, va fundar el primer centre de cura de fang el 1825. La notícia del fang curatiu es va estendre ràpidament entre els clients adinerats de l'aleshores capital , Sant Petersburg, i altres llocs de l'antic Imperi Rus. Els balnearis de fang eren freqüentats per la família imperial russa Romanov. Durant gairebé 200 anys, Haapsalu ha estat una destinació popular d'estiu on gent de tot el món acudeix per rebre tractament mèdic. Actualment, hi ha tres establiments de cura de fang a Haapsalu.

## Altres atraccions
La terra de Ilon Wikland (Wiklandia), un centre recreatiu per a nens, obrirà d'aquí a uns anys dins la ciutat. Wikland, una famosa il·lustradora de llibres, ha tingut un fort vincle amb Haapsalu des de la seva infància.
L’agost Blues Festival se celebra cada any a l'agost a Haapsalu.
Des de l'any 2005, la ciutat acull el Haapsalu Horror and Fantasy Film Festival, un festival de cinema anual dedicat a les pel·lícules de gènere. L'any 2017, els pastors de Haapsalu van fer una declaració oberta demanant posar fi al finançament de la ciutat del festival, afirmant que l'horror i la violència representats a les pel·lícules projectades no eren aptes per representar la imatge de la ciutat turística. El mateix any el festival es va celebrar amb un rècord d'assistència.

## Demografia
| 31 desembre 2011 | 1r gener 2014 | 1r gener 2015 | 1r gener 2016 | 1r gener 2017 | 1r gener 2018 | 1r gener 2019 | 1r gener 2020 | 31 desembre 2021 | 1r gener 2023 |
| 10.251           | 10.316        | 10.160        | 10.146        | 9.946         | 9.838         | 9.675         | 9.513         | 9.595            | 9.812         |

| Etnia       | 1922      | 1922 | 1934      | 1934 | 1941      | 1941 | 1959      | 1959 | 1970      | 1970 | 1979      | 1979 | 1989      | 1989 | 2000      | 2000 | 2011      | 2011 | 2021      | 2021   |
| Etnia       | quantitat | %    | quantitat | %    | quantitat | %    | quantitat | %    | quantitat | %    | quantitat | %    | quantitat | %    | quantitat | %    | quantitat | %    | quantitat | %      |
| ----------- | --------- | ---- | --------- | ---- | --------- | ---- | --------- | ---- | --------- | ---- | --------- | ---- | --------- | ---- | --------- | ---- | --------- | ---- | --------- | ------ |
| Estonians   | 3597      | 84,9 | 4103      | 88,3 | 3580      | 94,5 | 6819      | 79,6 | 8417      | 73,3 | 9058      | 69,5 | 9704      | 66,4 | 9587      | 79,5 | 8404      | 82,0 | 8016      | 83,5   |
| Russos      | 178       | 4,20 | 125       | 2,69 | 57        | 1,50 | -         | -    | 2220      | 19,3 | 2987      | 22,9 | 3726      | 25,5 | 1841      | 15,3 | 1427      | 13,9 | 1140      | 11,9   |
| Ucraïnesos  | -         | -    | 0         | 0,00 | -         | -    | -         | -    | 296       | 2,58 | 441       | 3,38 | 547       | 3,74 | 287       | 2,38 | 181       | 1,77 | 127       | 1,32   |
| Belarussos  | -         | -    | -         | -    | -         | -    | -         | -    | 99        | 0,86 | 186       | 1,43 | 233       | 1,59 | 97        | 0,80 | 61        | 0,60 | 58        | 0,60   |
| Finlandesos | -         | -    | 5         | 0,11 | 6         | 0,16 | -         | -    | 62        | 0,54 | 81        | 0,62 | 77        | 0,53 | 64        | 0,53 | 57        | 0,56 | 60        | 0,63   |
| Jueus       | 9         | 0,21 | 5         | 0,11 | 0         | 0,00 | -         | -    | 23        | 0,20 | 20        | 0,15 | 12        | 0,08 | 5         | 0,04 | 4         | 0,04 | 3         | 0,03   |
| Letons      | -         | -    | 10        | 0,22 | 3         | 0,08 | -         | -    | 44        | 0,38 | 40        | 0,31 | 32        | 0,22 | 9         | 0,07 | 12        | 0,12 | 15        | 0,16   |
| Alemanys    | 304       | 7,17 | 251       | 5,40 | -         | -    | -         | -    | -         | -    | 46        | 0,35 | 48        | 0,33 | 16        | 0,13 | 8         | 0,08 | 6         | 0,06   |
| Tàtars      | -         | -    | 0         | 0,00 | -         | -    | -         | -    | -         | -    | 38        | 0,29 | 38        | 0,26 | 15        | 0,12 | 10        | 0,10 | 11        | 0,11   |
| Polonesos   | -         | -    | 11        | 0,24 | 11        | 0,29 | -         | -    | -         | -    | 21        | 0,16 | 18        | 0,12 | 9         | 0,07 | 4         | 0,04 | 7         | 0,07   |
| Lituans     | -         | -    | 0         | 0,00 | 1         | 0,03 | -         | -    | 26        | 0,23 | 24        | 0,18 | 27        | 0,18 | 24        | 0,20 | 18        | 0,18 | 15        | 0,16   |
| desconegut  | 0         | 0,00 | 1         | 0,02 | 0         | 0,00 | 0         | 0,00 | 0         | 0,00 | 0         | 0,00 | 0         | 0,00 | 34        | 0,28 | 13        | 0,13 | 37        | 0,39   |
| other       | 149       | 3,52 | 138       | 2,97 | 131       | 3,46 | 1748      | 20,4 | 296       | 2,58 | 93        | 0,71 | 155       | 1,06 | 66        | 0,55 | 52        | 0,51 | 101       | 1,05   |
| Total       | 4237      | 100  | 4649      | 100  | 3789      | 100  | 8567      | 100  | 11483     | 100  | 13035     | 100  | 14617     | 100  | 12054     | 100  | 10251     | 100  | 9595      | 100,01 |

## En la cultura popular
Al segle XIX, la ciutat es va fer famosa pels seus xals Haapsalu, una delicada artesania feta per dones locals.
Haapsalu ha estat de vegades anomenada la  Venècia dels Bàltics , una aparent exageració que s'utilitza principalment per promocionar la ciutat turística als turistes estrangers.
Haapsalu és el lloc d'una escola d'esgrima fundada per l'esgrimista estonià Endel Nelis, que s'utilitza com a escenari de la pel·lícula finlandesa-estonia The Fencer.

## Galeria

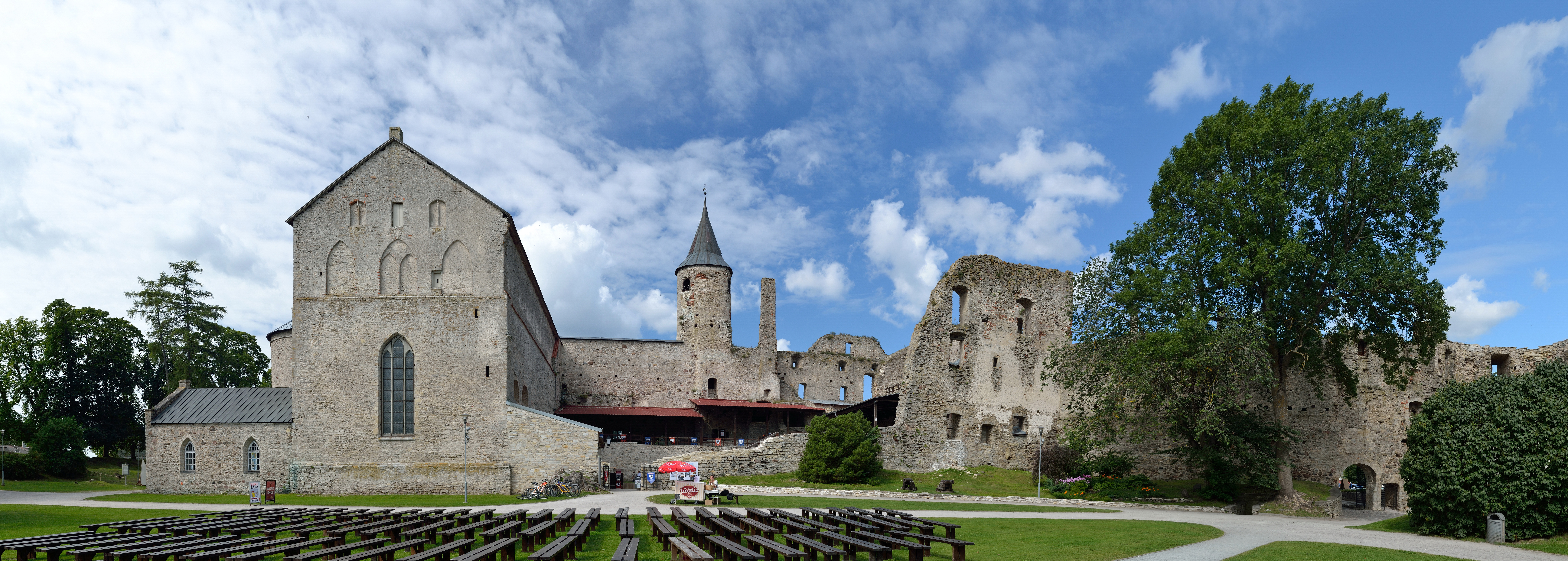
Castell de Haapsalu
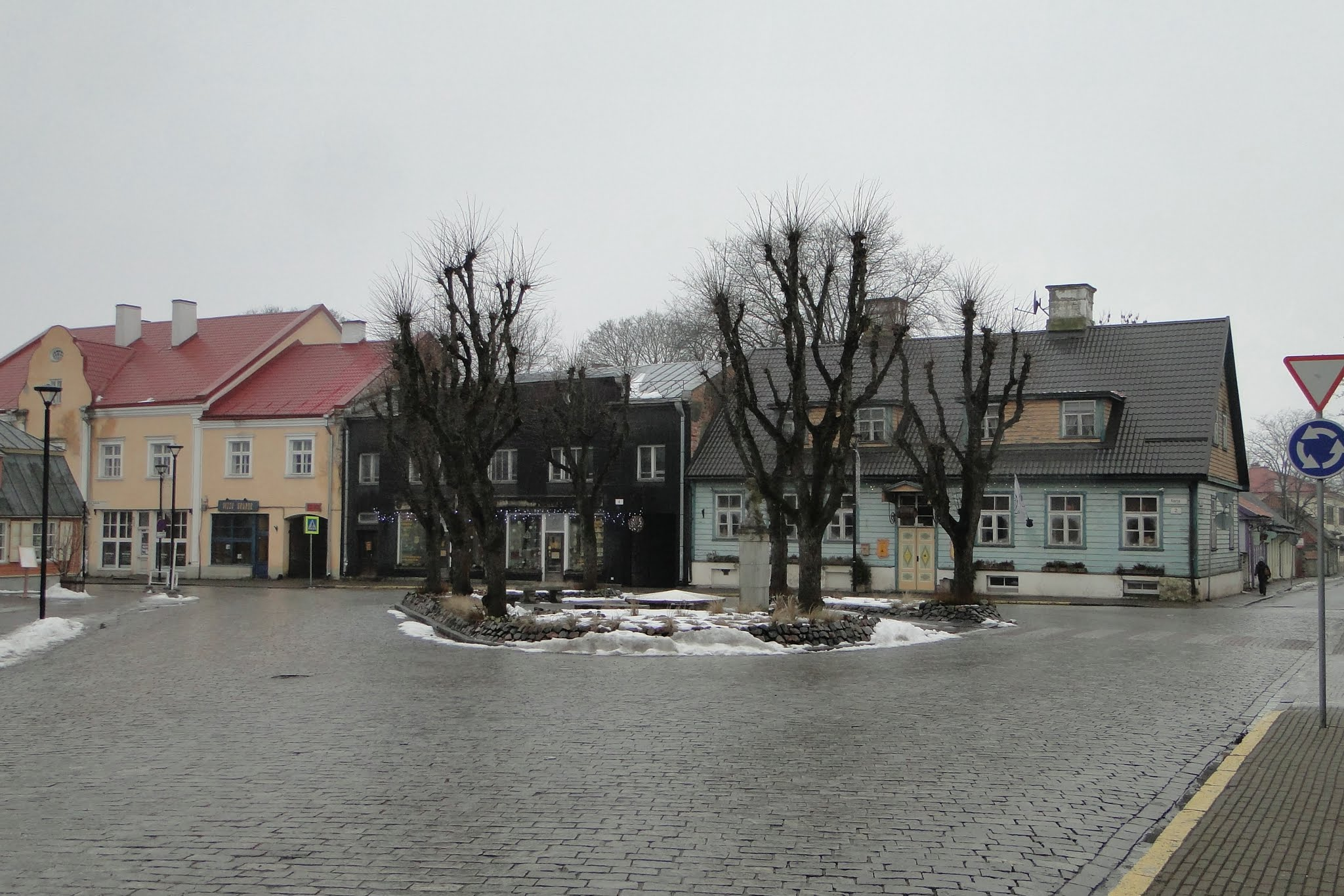
Plaça central
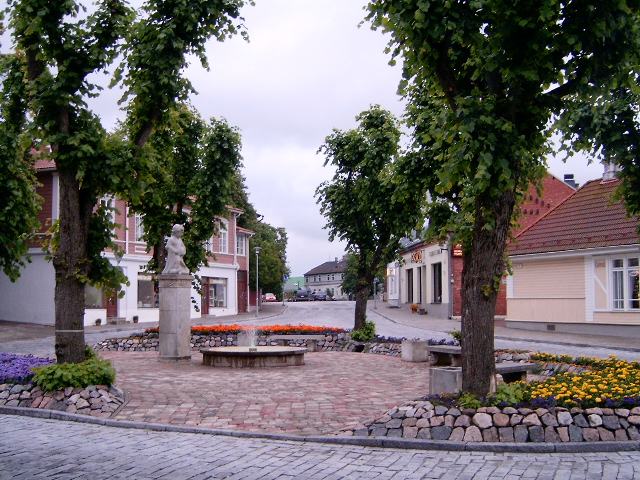
Centre del poble
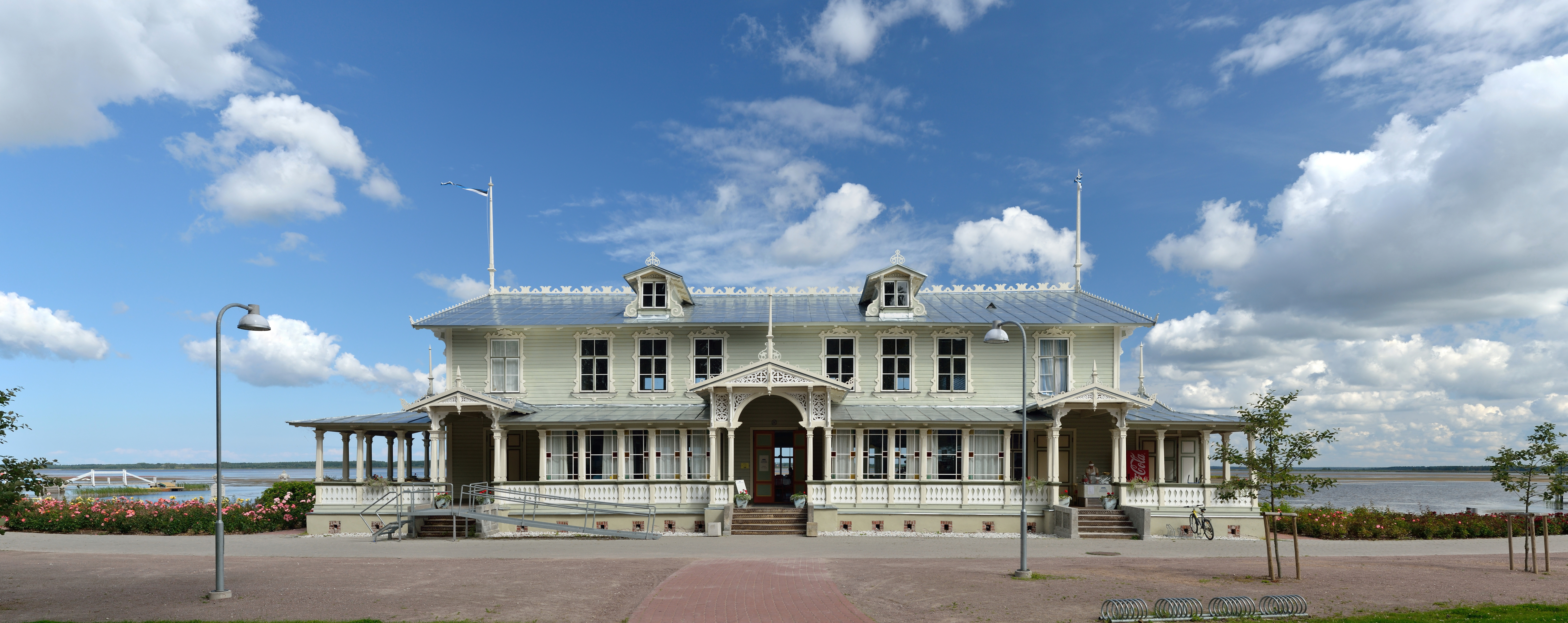
Haapsalukuursaal(saló turístic)
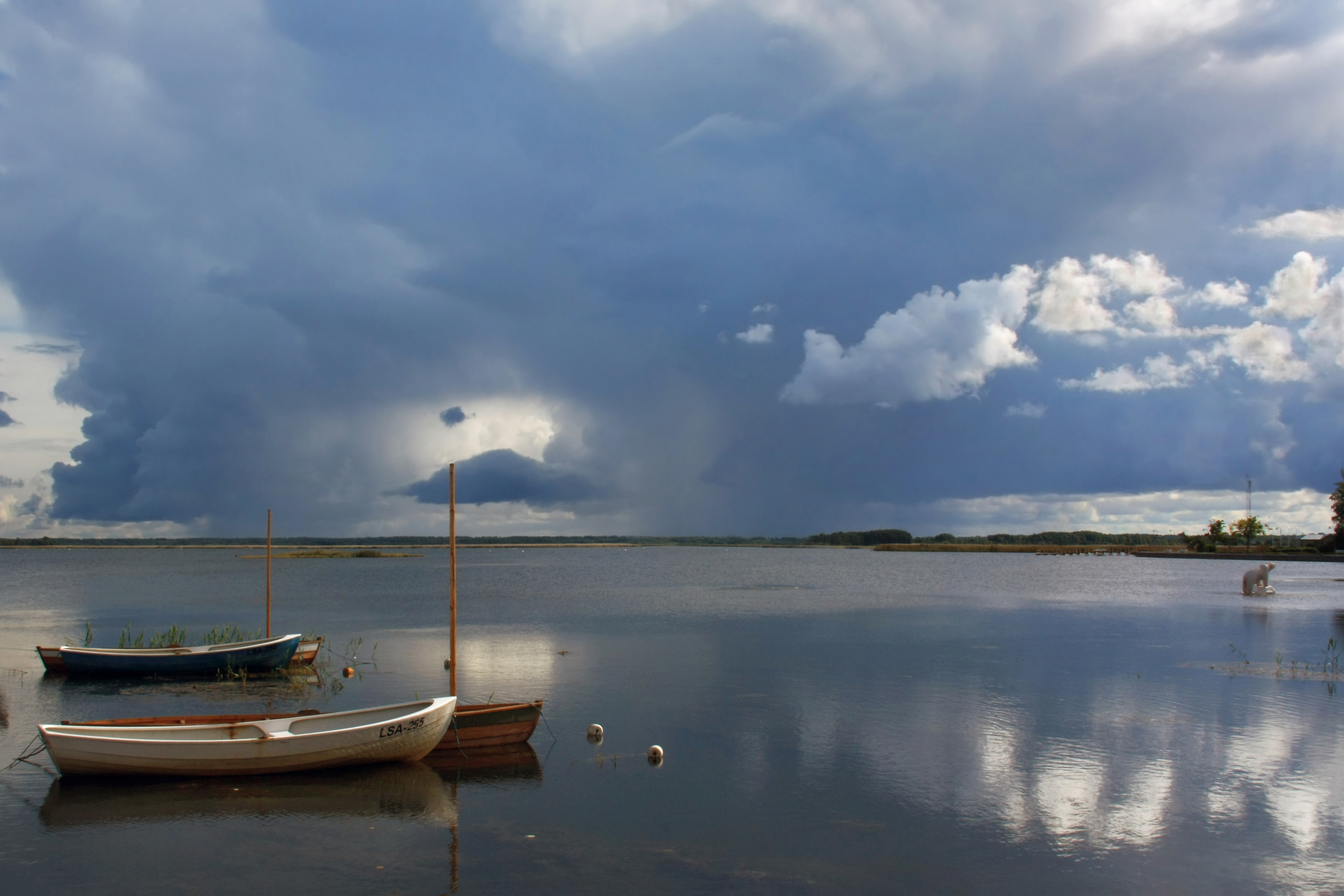
Badia de Haapsalu Tagalaht
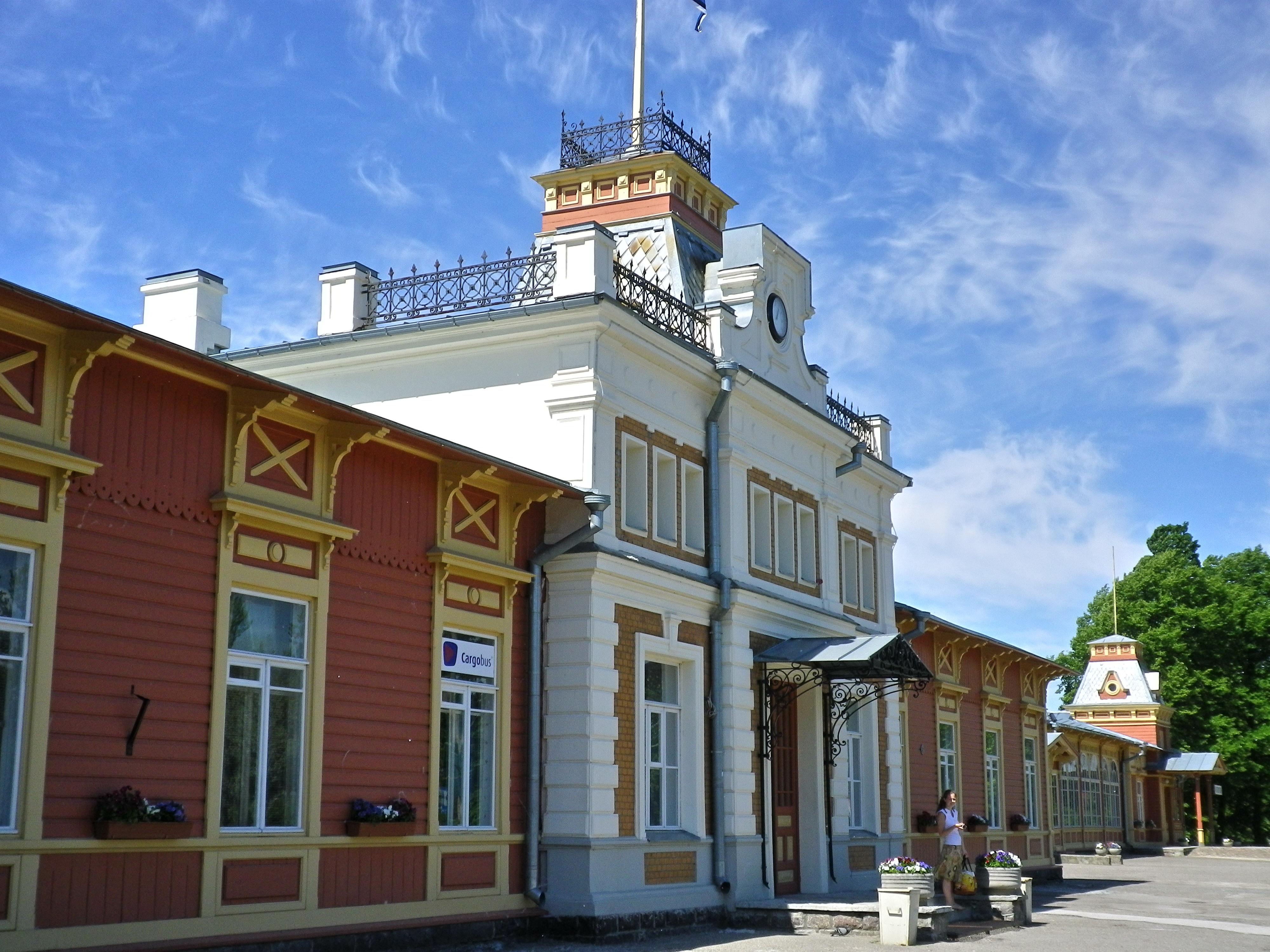
Antigaestació de tren, destacada per la llargada del seu dossier d'andana.
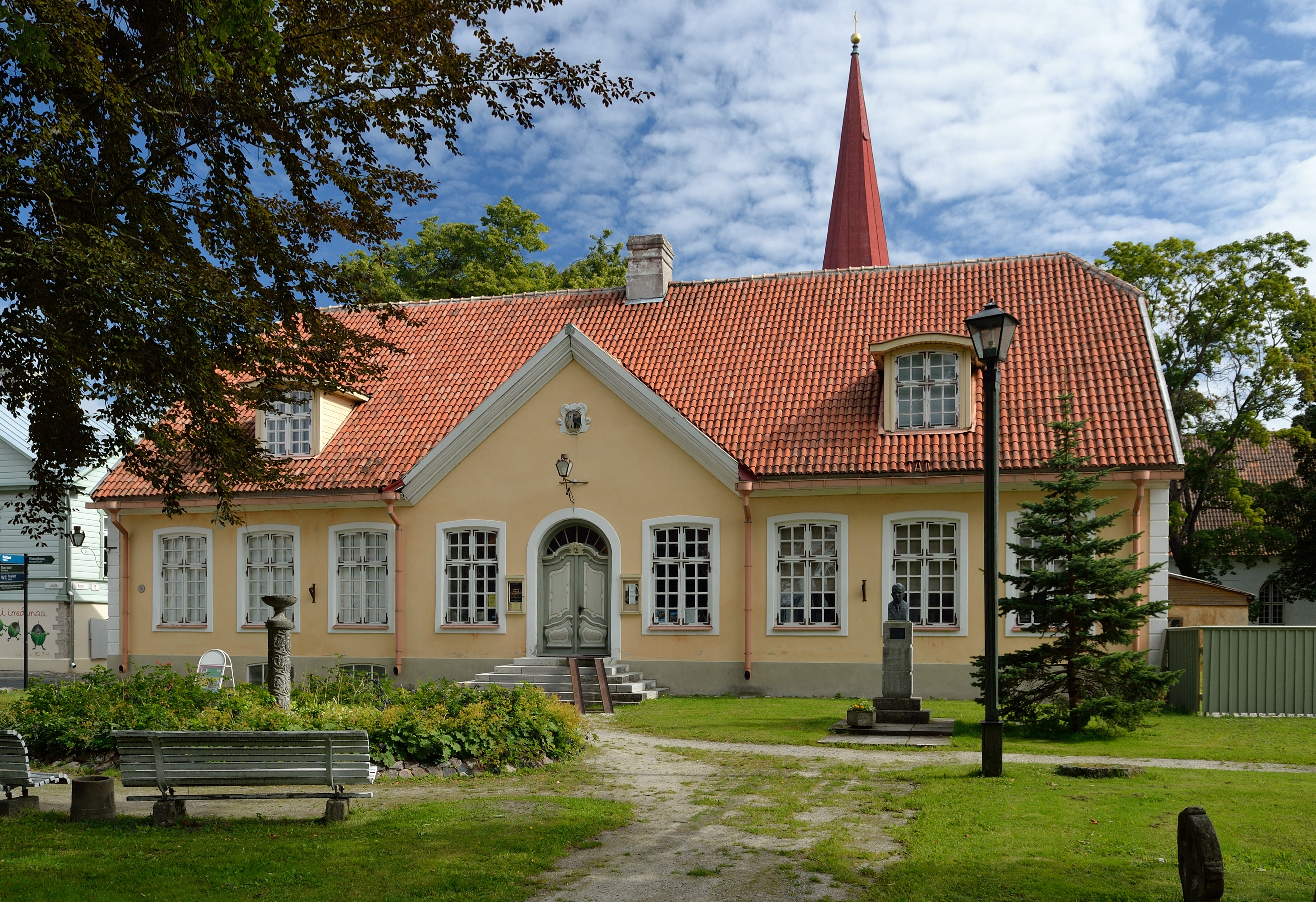
Ajuntament
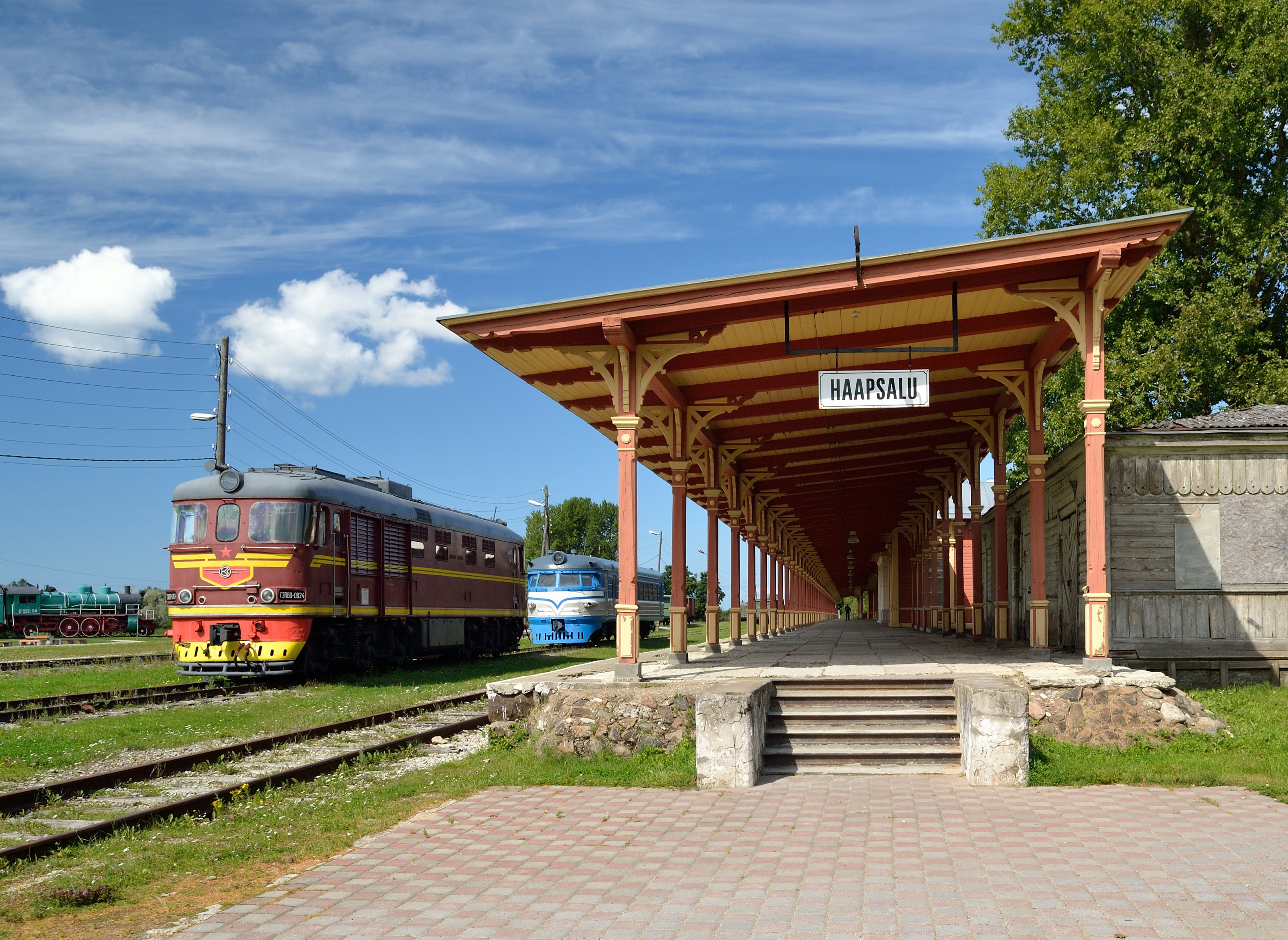
Estació de tren
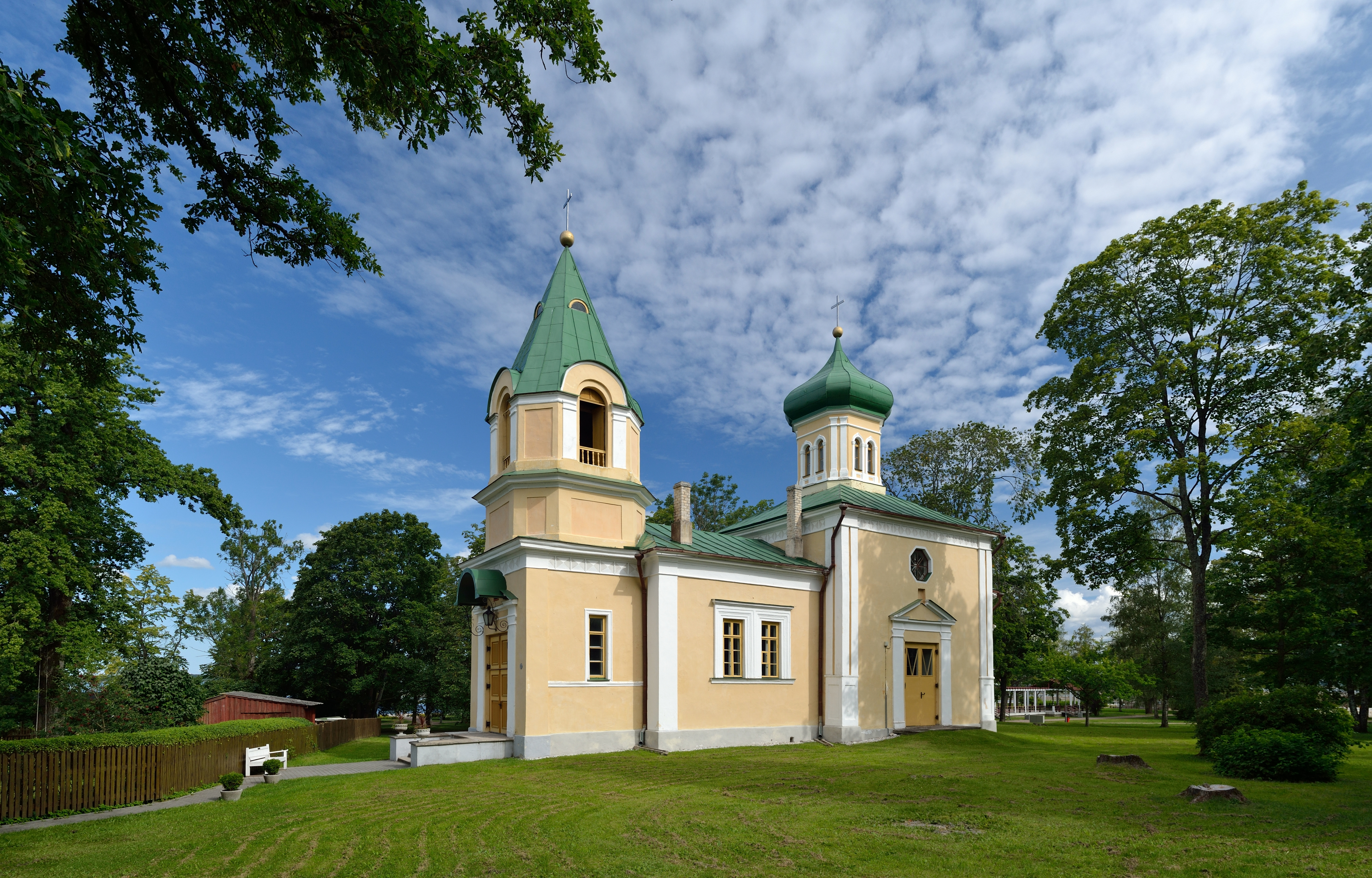
Església Ortodoxa de Santa Maria Magdalena
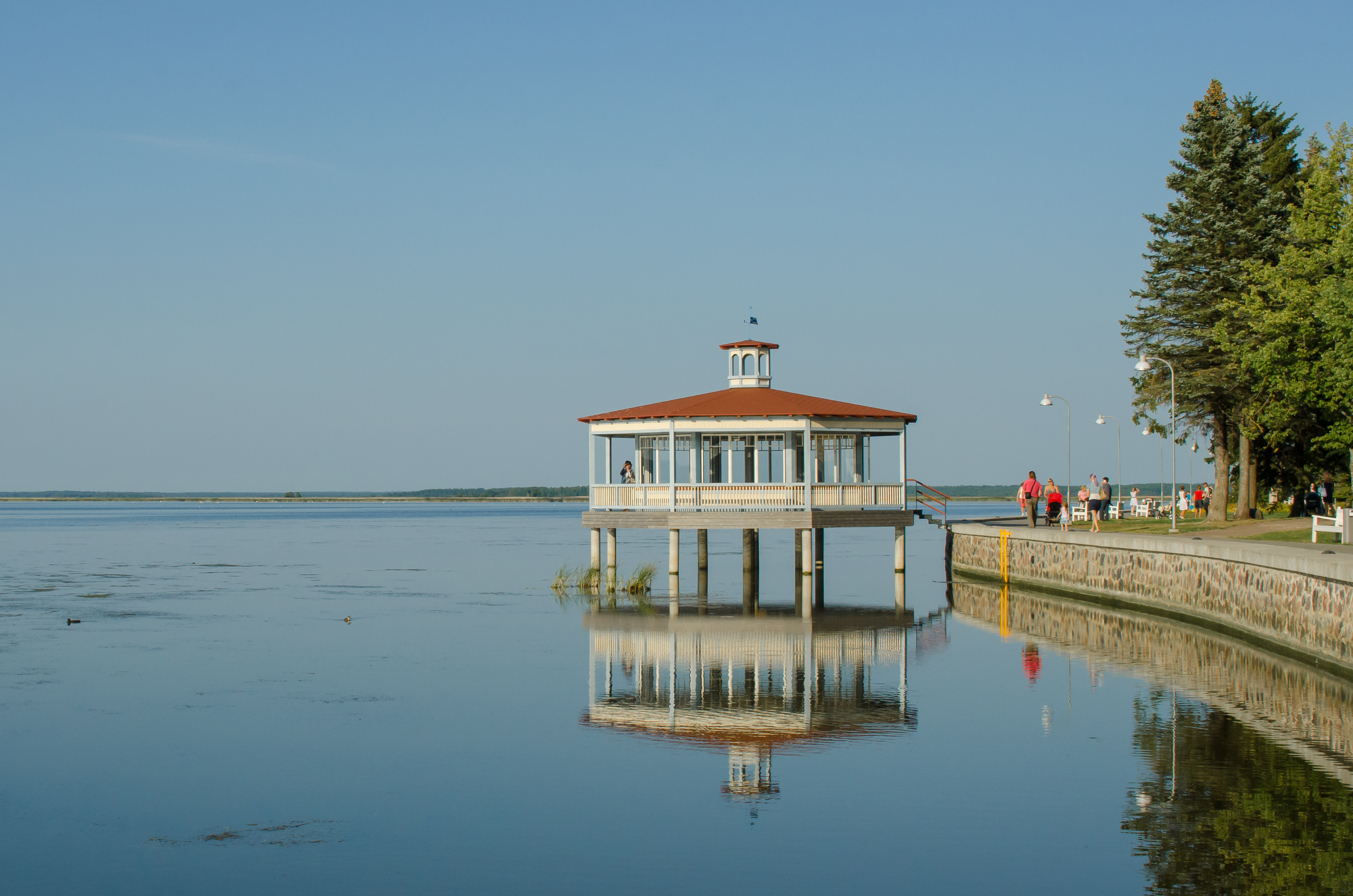
Un pavelló al costat del passeig marítim
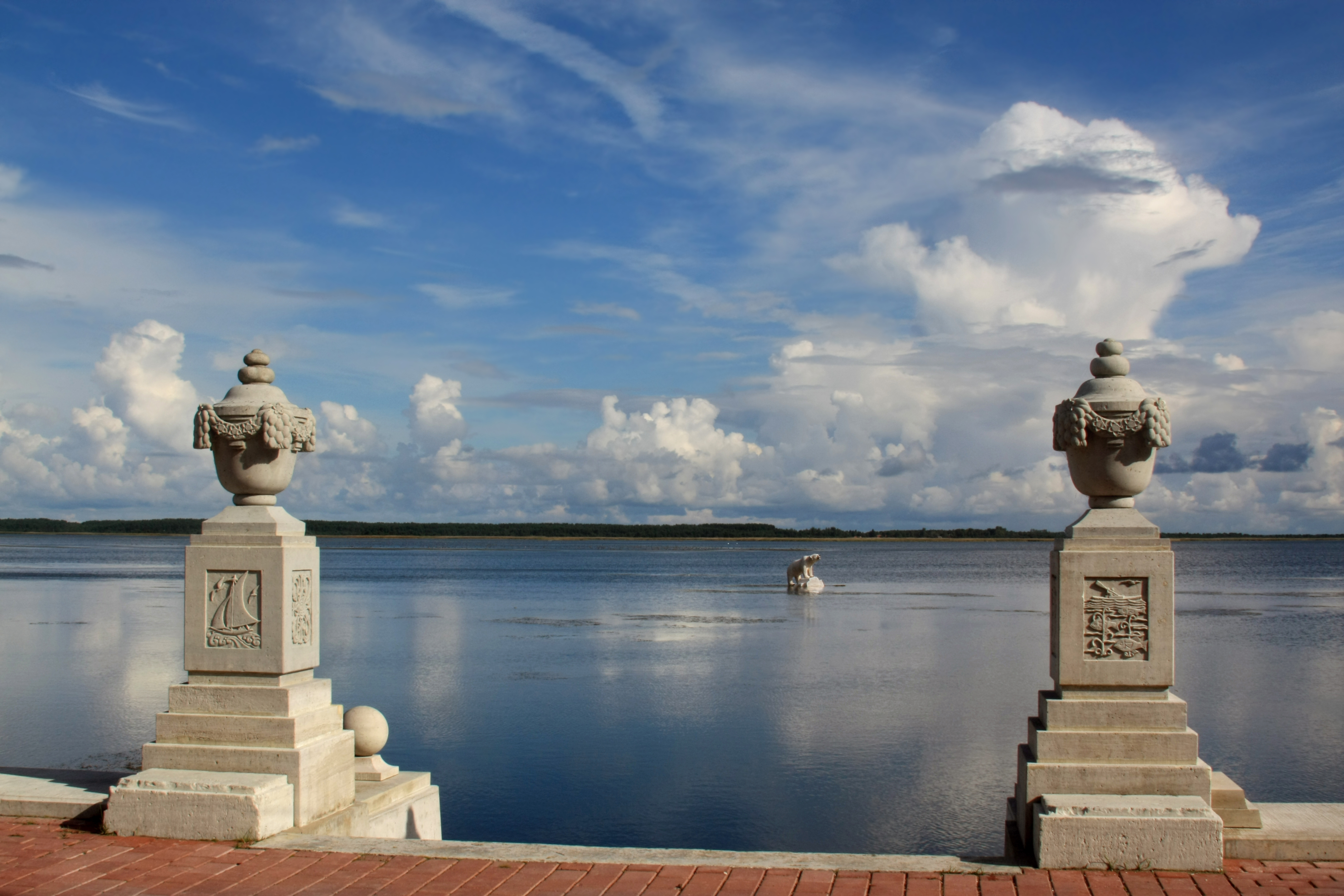
Vista des del passeig
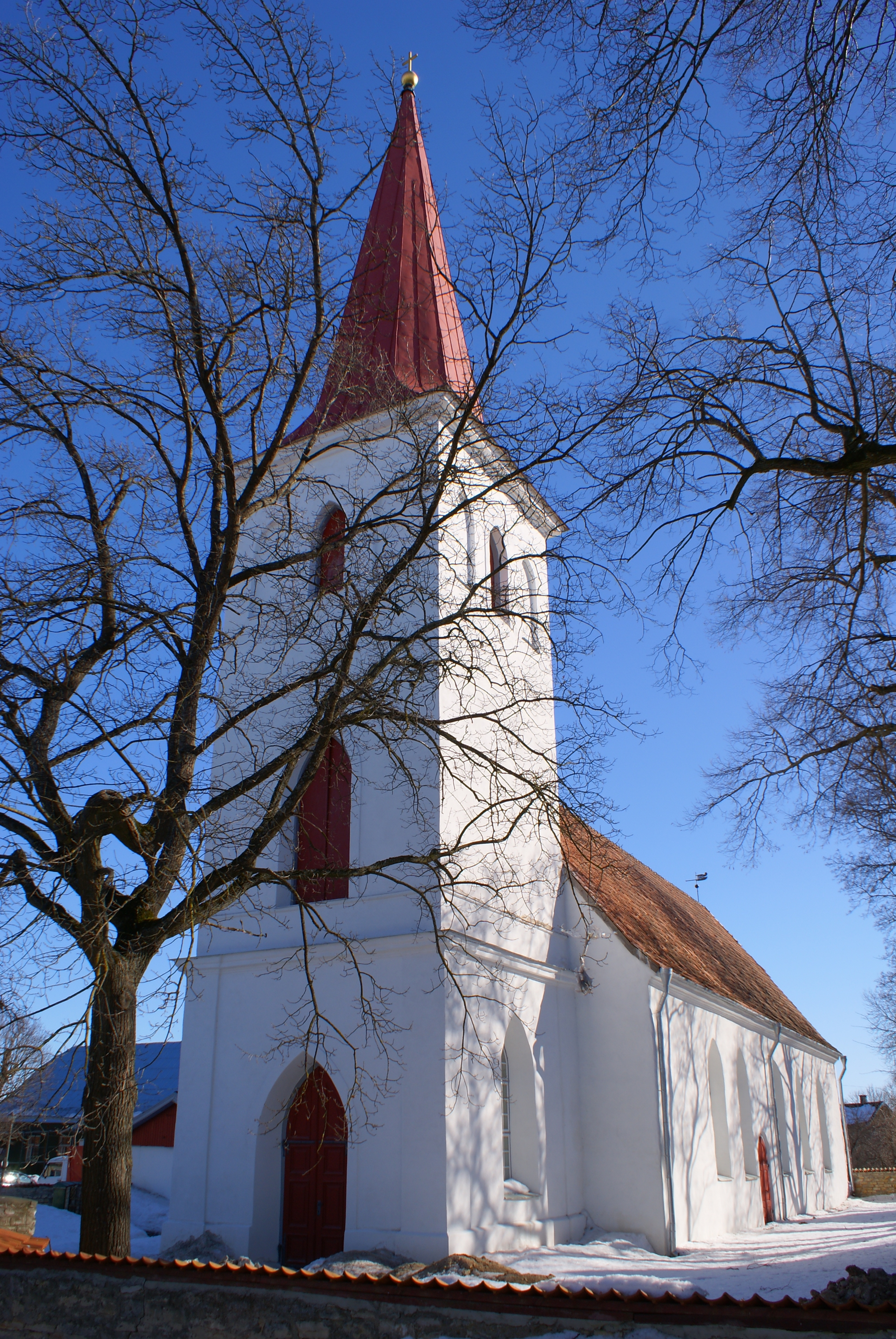
Església luterana de Jaani